# 남쪽물고기자리
남쪽물고기자리(Piscis Austrinus)는 남천에 자리잡은 작은 별자리이다. 가장 밝은 별은 포말하우트(Fomalhaut)로, 동아시아의 별자리에서 '북락사문'에 해당된다.

## 별과 천체
주목할 만한 천체는 다음과 같다.
- 라카유 9352: 태양계로부터 11.47광년 위치의 항성이다.
- 남쪽물고기 α별: 포말하우트(Fomalhaut), 아라비아어로 '물고기의 입'이라는 의미이다. 가을철의 남쪽 하늘에서는 가장 밝은 별에 속하며, 지구로부터 25광년 떨어져 있다. 최소 해왕성 ~ 최대 목성 3배 질량의 외계 행성이 있다.
- 남쪽물고기 δ별: 아보라스(Aboras)

## 역사
톨레미의 48개 별자리 중 하나였고, 현대의 88개 별자리에도 속해 있다.

## 신화
그리스 신화에 의하면, 신들이 강가에서 연회를 열었을 때, 갑자기 괴물 듀폰이 나타나, 놀란 신들은 동물로 변신하여 도망하였는데, 여신 아프로디테가 물고기가 되어 도망하였다고 한다.
남쪽물고기자리는 물고기자리의 친구라고도 한다.

## 같이 보기
- 물고기자리
- 아프로디테